# Far Cry
Far Cry ist eine Action-Adventure-Reihe des französischen Publishers Ubisoft. Das erste Spiel der Reihe, Far Cry, erschien im Jahr 2004 und war eine Entwicklung des deutschen Spieleentwicklers Crytek. Alle weiteren Veröffentlichungen – darunter diverse Spin-offs – wurden von Ubisoft entwickelt. Der aktuellste Eintrag ist das 2021 für PC und Konsolen erschienene Far Cry 6.

## Spiele

### Übersicht
| Jahr | Titel                        | Plattform(en)                                                       |
| ---- | ---------------------------- | ------------------------------------------------------------------- |
| 2004 | Far Cry                      | Windows (+ später X360, PS3)                                        |
| 2005 | Far Cry Instincts            | Xbox                                                                |
| 2006 | Far Cry Instincts: Evolution | Xbox                                                                |
| 2006 | Far Cry Instincts: Predator  | X360                                                                |
| 2006 | Far Cry Vengeance            | Wii                                                                 |
| 2007 | Paradise Lost                | Arcade                                                              |
| 2008 | Far Cry 2                    | Windows, PS3, X360                                                  |
| 2012 | Far Cry 3                    | Windows, PS3, X360                                                  |
| 2013 | Far Cry 3: Blood Dragon      | Windows, PS3, X360                                                  |
| 2014 | Far Cry 4                    | Windows, PS3, X360, PS4, XOne                                       |
| 2016 | Far Cry Primal               | Windows, PS4, XOne, Stadia                                          |
| 2018 | Far Cry 5                    | Windows, PS4, XOne, Stadia                                          |
| 2019 | Far Cry New Dawn             | Windows, PS4, XOne, Stadia                                          |
| 2021 | Far Cry 6                    | Windows, PS4, XOne, Stadia, PlayStation 5, Xbox Series, Amazon Luna |

### Hauptreihe

#### Far Cry
Far Cry erschien am 25. März 2004 als Entwicklung von Crytek. Das Spiel war das erste Spiel mit der von Crytek entwickelten CryEngine. Der Spieler steuert den Ex-Soldaten Jack Carver, der sich irgendwo in Mikronesien gestrandet findet. Dort sucht er nach der Journalistin Valerie Constantine, die nach einer Attacke auf ihr Boot vermisst wird. Thematisch und auch bezüglich des Szenarios stellt das Spiel eine moderne Adaption des Romans Die Insel des Dr. Moreau von H.G. Wells dar.

#### Far Cry 2
Am 24. Oktober 2008 wurde Far Cry 2 für Windows, Xbox 360 und PS3 in Europa veröffentlicht. Das Spiel wurde erstmals im Oktober 2007 von Ubisoft offiziell angekündigt. Es wurde nicht mehr von Crytek entwickelt, sondern vom Studio Ubisoft Montreal (u. a. Splinter Cell Conviction, Assassin’s Creed). Deshalb wird auch das Spiel Crysis von Crytek als inoffizieller Far-Cry-Nachfolger betrachtet. Far Cry 2 verlagert die Handlung in einen fiktiven Staat in Afrika und soll eine realistischere Geschichte als der Vorgänger erzählen. Verbindungen der Geschichten aus Far Cry und Far Cry 2 gibt es jedoch durch die offiziellen Romane; Figuren wie Jack Carver, Zam und Marty finden sich in beiden Büchern und verbinden die Szenarien somit auf literarischer Ebene.
Wie sein Vorgänger basierte auch Far Cry 2 thematisch und bezüglich des Settings auf einer Romanvorlage, in diesem Fall Herz der Finsternis von Joseph Conrad, welches aus der gleichen Zeit stammt wie die Vorlage des Vorgängerspiels.

#### Far Cry 3
Der dritte Teil der Hauptserie wurde ebenfalls von Ubisoft Montreal entwickelt und ist am 29. November 2012 für Windows-PCs, Xbox 360 und PlayStation 3 erschienen. Far Cry 3 erzählt eine von den Vorgängerspielen unabhängige Geschichte. Der Protagonist und seine Freunde, darunter seine zwei Brüder, werden von Piraten entführt. Sein älterer Bruder wird dabei ermordet und die Hauptfigur beginnt einen Racheakt. Das Spiel enthält Rollenspiel-Elemente, bei denen der Spieler Erfahrungspunkte erhält. Diese kann er in neue Fähigkeiten investieren. Zudem ist es möglich, mit der Haut getöteter Tiere die Ausrüstung zu verbessern. Gesammelte Pflanzen können zum Beispiel zu Spritzen, die zur Steigerung von Fähigkeiten führen, verarbeitet werden. Far Cry 3 knüpfte erstmals nicht mehr an eine direkte Vorlage aus der Literatur an.

#### Far Cry 4
Der vierte Teil der Serie erschien am 18. November 2014 für PC, Xbox 360, Playstation 3, Xbox One und Playstation 4. An der Entwicklung von Far Cry 4 waren Ubisoft Montreal, Red Storm Entertainment, Ubisoft Kiew, Ubisoft Shanghai und Ubisoft Toronto beteiligt.
Zum allerersten Mal in einem Far-Cry-Spiel ist der Spieler in der Lage, in der offenen Welt mit einem Freund zu jagen, zu kämpfen und diese zu erkunden. Als Söldner kann der Spieler einen Freund in die eigene Welt einladen, um gemeinsam Türme zu befreien, Außenposten zu übernehmen und die Beute untereinander zu teilen. Hurk, bekannt aus dem Monkey-Business-Add-On von Far Cry 3, schließt sich dem Kampf um Kyrat an. Far Cry 4 spielt in dem fiktiven Land Kyrat, welches im Himalaya liegt.

#### Far Cry 5
Far Cry 5, das fünfte Spiel der Videospielreihe, ist am 27. März 2018 erschienen. Dieser Teil erschien für Windows, PlayStation 4 und Xbox One. Er spielt im heutigen Amerika (USA) und zwar im fiktiven Hope County im realen Montana. Hierbei führt der Spieler einen Widerstand gegen eine sektenartige Bewegung, die an den Untergang der Welt glaubt, an.

#### Far Cry 6
Der sechste Teil der Reihe wurde am 7. Oktober 2021 veröffentlicht. Er spielt auf einer fiktiven karibischen Insel mit dem Namen Yara.

### Ableger

#### Far Cry Instincts
Am 30. September 2005 erschien für die Xbox Far Cry Instincts in Deutschland. Die Entwicklung einer PlayStation-2-Version wurde zwar anfangs angekündigt, jedoch am 10. Juli 2005 offiziell eingestellt. Dies war das erste Spiel der Serie, welches von Ubisoft Montreal entwickelt wurde.
Die Haupthandlung sowie die tropische Kulisse sind auch in der Xbox-Version enthalten. Trotzdem ist Far Cry Instincts keine PC-Portierung, sondern ein eigenständiges Spiel. Das Spiel bietet gegenüber der Originalversion viele zusätzlichen Neuerungen und einen Online-Modus. Der Leveleditor ist wie auch die KI in der Xbox-Version enthalten. Dem Spiel wurde ein „Fallen-Modus“ hinzugefügt, mit dem es möglich ist, Fallen in der Umgebung zu platzieren. Außerdem gibt es einen „Predator“- bzw. „Raubtier“-Modus. Dieser ermöglicht es dem Spieler animalische Instinkte freizusetzen wie z. B. höheres Springen oder starke Nahkampfattacke.
Es gibt unter anderem folgende Neuerungen:
- Drei zusätzliche Fahrzeuge (Jet-Ski, Quad, Hovercraft)
- Neue Waffen (u. a. eine schallgedämpfte Pistole)
- Fallen-Modus (zwei unterschiedliche Arten von Fallen sind möglich)
- Neue Aktionen/Moves (auf den Rücken legen)
- Neue Innen-/Außenlevel
- Online-Modus (bis zu 16 Spieler per Xbox Live)
- Predator-Modus
- Map Editor
- Doppelwaffen, z. B. zwei Pistolen

#### Far Cry Instincts: Evolution
Spielerisch orientierte sich Evolution am Hauptspiel und kam am 27. März 2006 als selbstständige Erweiterung für die Xbox auf den Markt. Neben einer neuen Einzelspielerkampagne, in der der Spieler wieder in die Rolle von Jack Carver schlüpfte, beinhaltete die Erweiterung neue Waffen (wie Blasrohr und ferngezündete Bomben) und Fahrzeuge. Außerdem gab es einen neuen Spieltyp und Karten für den Mehrspielermodus.

#### Far Cry Instincts: Predator
Ebenfalls am 27. März 2006 kam die Xbox-360-Version von Far Cry Instincts: Predator in den Handel. Auf der DVD befanden sich die grafisch überarbeiteten Versionen von Far Cry Instincts und Far Cry Instincts: Evolution, die nun auf drei unterschiedlichen Schwierigkeitsgraden gespielt werden können. Neben einer höheren Auflösung läuft das Spiel auf der Xbox 360 mit einer deutlich höheren Sichtweite und mit Kantenglättung. Außerdem wurden die Wassereffekte merklich überarbeitet. Die Spielstände und Karten aus der Xbox-Version können nicht übernommen werden.

#### Far Cry Vengeance
Zur Veröffentlichung der Wii von Nintendo am 8. Dezember 2006 wurde Far Cry Vengeance angekündigt. Spielerisch handelt es sich um eine Portierung des Xbox-Add-ons Far Cry Instincts: Evolution, allerdings wurde die Steuerung um die Unterstützung für Gestensteuerung per Wii-Fernbedienung und Nunchuk erweitert. Als Mehrspielermodus gibt es einen Splitscreenmodus für zwei Spieler. Für die Entwicklung zeichnet, wie schon bei Instincts, das Ubisoft-Studio Montreal verantwortlich. Wegen der mehr als unterdurchschnittlichen Grafik, welche die Fähigkeiten der Wii nicht einmal annähernd ausreizt, und der nicht immer funktionierenden Steuerung gilt Vengeance allgemein als schwächster Teil der Serie.

#### Paradise Lost
Als Portierung von Far Cry Instincts erschien im Jahr 2007 das Arcade-Spiel Paradise Lost. Es wurde von Global VR entwickelt, Ubisoft fungierte als Publisher.

#### Far Cry 3: Blood Dragon
Am 1. Mai 2013 veröffentlichte Ubisoft die vom Hauptspiel losgelöste Downloaderweiterung Blood Dragon. Diese versetzt den Spieler in eine retrofuturistische Spielwelt, die sich an der Darstellung von Action- und Science-Fiction-Filmen der 1980er, wie Terminator 2 – Tag der Abrechnung und Predator, orientiert.

#### Far Cry Primal
Am 6. Oktober 2015 kündigte Ubisoft mit einem Trailer auf ihrem YouTube-Kanal Far Cry Primal an. Das Spiel spielt in der Steinzeit (10.000 v. Chr.) und ist am 23. Februar 2016 für die PlayStation 4 und Xbox One erschienen. Am 1. März 2016 folgte die Windows-Umsetzung. Das Spiel baut wie auch Far Cry 4 auf der Dunia.2-Engine auf. Neben einer Aktivierung über Uplay als DRM-Maßnahme nutzt Ubisoft bei der Veröffentlichung von Far Cry: Primal auch die Anti-Tamper-Technologie Denuvo.

#### Far Cry New Dawn
Am 6. Dezember 2018 wurde von Ubisoft ein Teaser für ein in einer postapokalyptischen Welt spielendes Far Cry veröffentlicht. Am 7. Dezember 2018 wurde sodann ein Trailer sowie erste Gameplay-Szenen zu dem Far Cry New Dawn benannten Spiel veröffentlicht. Far Cry New Dawn spielt 17 Jahre nach den Ereignissen in Far Cry 5 im fiktiven Hope County und erschien am 15. Februar 2019.

## Rezeption
| Titel                          | Metacritic                          | OpenCritic | Verkaufte Einheiten |
| ------------------------------ | ----------------------------------- | ---------- | ------------------- |
| Far Cry                        | 89/100                              | –          | 0,7 Mio.            |
| Far Cry Instincts              | 85/100                              | –          | 0,6 Mio.            |
| Far Cry Instincts: Evolution   | 78/100                              | –          | 0,1 Mio.            |
| Far Cry Instincts: Predator    | 78/100                              | –          | 0,2 Mio.            |
| Far Cry Vengeance              | 38/100                              | –          | 0,1 Mio.            |
| Paradise Lost                  | –                                   | –          |                     |
| Far Cry 2                      | PC: 85/100 PS3: 85/100 X360: 85/100 | –          | 3,5 Mio.            |
| Far Cry 3                      | PC: 88/100 PS3: 90/100 X360: 91/100 | –          | 10 Mio.             |
| Far Cry 3: Blood Dragon        | PC: 81/100 PS3: 82/100 X360: 80/100 | –          | 1 Mio.              |
| Far Cry 4                      | PC: 80/100 PS4: 85/100 XOne: 82/100 | 84/100     | 8,7 Mio.            |
| Far Cry Primal                 | PC: 74/100 PS4: 76/100 XOne: 77/100 | 77/100     | 3,95 Mio.           |
| Far Cry 5                      | PC: 78/100 PS4: 81/100 XOne: 82/100 | 82/100     |                     |
| Far Cry 3: Classic Edition     | 70/100 (PS4)                        | 75/100     |                     |
| Far Cry New Dawn               | PC: 73/100 PS4: 71/100 XOne: 75/100 | 73/100     |                     |
| Far Cry 6                      | PC: 74/100 PS5: 73/100 XSX: 79/100  | 76/100     |                     |
| Far Cry 6: Vaas Insanity       | 76/100 (PC)                         | 75/100     |                     |
| Far Cry 6: Lost Between Worlds | 63/100 (PC)                         | 63/100     |                     |

Kotaku kürte den zweiten Teil der Hauptreihe 2021 in einer Gegenüberstellung aller Einträge zum besten der Serie. Während mancher Spieler ausgerechnet Far Cry 2 wegen seiner in der Serie einzigartigen Spielmechaniken wenig abgewinnen könnte, würden gerade diese Funktionen, wie eine begrenzte Haltbarkeit von Waffen, realistischeres Audiodesign und gelungenere Kampfmechaniken sowie das Buddy-System und das afrikanische Setting dem beabsichtigten Spielgefühl der Far-Cry-Reihe am nächsten kommen. „Man hat wirklich das Gefühl, dass man manchmal um sein Leben kämpft.“ Alle folgenden Spiele würden auf der inzwischen bewährten und vertrauten Far-Cry-3-Formel aufbauen. Am schlechtesten schnitten in diesem Vergleich die Instincts-Ableger einschließlich der Wii-Umsetzung Vengeance ab. Die Spiele seien um einen Großteil der offenen Spielwelt beschnitten worden, dessen Fehlen auch durch die neuen „seltsamen Superkräfte“ des Protagonisten nicht wettgemacht werden konnten. „Keine dieser Versionen ist es wert, heute noch einmal gespielt zu werden“, so der Redakteur.
Mehrere Spielemagazine kritisierten 2021 – anlässlich der Veröffentlichung von Far Cry 6 – die Entwicklung der Reihe. Von Far Cry 3 bis 5 ist der Metascore der Serieneinträge der Hauptreihe mit jedem neuen Teil gesunken. Waypoint deklarierte die Reihe mit dem sechsten Teil für „kreativ und moralisch pleite“,  nachdem schon der fünfte Teil kaum Neuerungen geboten habe: „Ich habe mich durch mehrere Far-Cry-Spiele gequält, weil ich immer das Gefühl hatte, dass da etwas unter der Oberfläche ist, das ich nicht ganz erreichen konnte. Der Kampf gegen religiöse Extremisten in Montana ist ein ansprechendes Konzept, das Ubisoft nicht gelungen ist. Das gilt auch für alle anderen Far-Cry-Spiele. Mit ihren großen Karten, der ausufernden Geschichte und den großen Themen gaukelt die Serie dem Spieler vor, dass etwas Interessantes vor sich geht.“
Kotaku kritisierte in dem Zusammenhang auch die interne Unternehmenspolitik von Entwickler Ubisoft, die sich unweigerlich in dessen Produkten widerspiegele. So würde das Unternehmen nicht konsequent auf interne Missbrauchsvorwürfe, Kritik am Umgang mit Angestellten sowie die Wünsche der Spielergemeinde reagieren: „In gewisser Weise hat man das Gefühl, dass das Einzige, was die Serie noch von allen anderen Ubisoft-Spielen unterscheidet, die Art und Weise ist, wie sie ehrgeizige politische Themen anpackt, nur um sie dann unweigerlich zu vergeigen.“

## Romanumsetzungen
Der Roman zu Far Cry erschien Anfang Dezember 2007 bei Panini. Der Roman beinhaltet die gesamte Story von Far Cry, geht allerdings noch weiter als das Videospiel und erzählt auch die Vorgeschichte von Jack Carver und anderen Hauptpersonen. Autor ist Michael T. Bhatty, der unter anderem auch einer der beiden Lead-Gamedesigner des Action-Rollenspiels Sacred und Produzent von Casual Games war.
Der zweite Band Far Cry 2: Blutige Diamanten erschien im Mai 2008 und ist die offizielle Vorgeschichte zum Spiel Far Cry 2. Die beiden Geschichten sind unabhängig voneinander, besitzen aber inhaltliche Gemeinsamkeiten.
Ein weiterer Roman erschien im Februar 2018 unter dem Titel Far Cry 5: Vergebung, geschrieben von Urban Waite. Der Roman behandelt die Vorgeschichte des Videospiels Far Cry 5 und hat mit den Vorgängerromanen nichts mehr gemein.
- Michael T. Bhatty: Far Cry: Götterdämmerung. Panini Verlag, 2007, ISBN 3-8332-1568-2
- Michael T. Bhatty: Far Cry 2: Blutige Diamanten. Panini Verlag, 2008, ISBN 3-8332-1742-1
- Urban Waite: Far Cry 5: Vergebung. Panini Verlag, 2018, ISBN 3-8332-3640-X

## Filmumsetzung
Uwe Boll, der bereits andere Videospieladaptionen in die Kinos brachte, gab 2004 Planungen für eine Verfilmung des ersten Teils bekannt. Das Budget sollte circa 30 Millionen US-Dollar betragen. Laut Aussage von Uwe Boll im Oktober 2006 liefen die Dreharbeiten im Mai 2007 an. Produzenten waren Uwe Boll, Dan Clarke und Shawn Williamson. Ausführender Produzent war Wolfgang Herold. Die Hauptrolle des Jack Carver wurde von Til Schweiger gespielt. Der Film ist am 2. Oktober 2008 in die deutschen Kinos gekommen und heißt wie das Spiel selbst Far Cry.
Bereits vor der Veröffentlichung des Spiels Far Cry 5 erschien eine 30 Minuten lange Verfilmung mit dem Titel Far Cry 5: Inside Eden's Gate auf Prime Video, welches das Spiel selber behandelt. Darsteller sind unter anderem Greg Bryk, Kyle Gallner sowie Alexis Santiago.